# Marie Roullet de La Bouillerie
Pour les autres membres de la famille, voir Famille Roullet de La Bouillerie.
Pour les articles homonymes, voir Melite (homonymie).
Joseph Roullet, comte de La Bouillerie, né à Paris le 27 mars 1822 et décédé au château de la Roche-Hue (Cheviré-le-Rouge) le 24 septembre 1894, est un haut fonctionnaire et homme politique français. Il fut député de Maine-et-Loire et ministre de l'Agriculture et du Commerce sous le premier gouvernement Albert de Broglie du 25 mai 1873 au 25 novembre 1873.

## Biographie
Fils d'Alphonse Roullet de La Bouillerie, caissier général de la liste civile, puis intendant du trésor de la couronne sous la Restauration, et petit-fils d'Arnaud de Laporte, il épousa Sophie Delahante, fille du banquier Gustave Delahante et petite-fille de l'amiral René Armand Le Vasseur de Villeblanche.
Fondé de pouvoir de la banque d'Adrien Delahante en 1846, il est administrateur des Mines de la Loire, du CIC, du Sous-comptoir du Commerce et de l'Industrie, de la Banque de l'Indochine, de l'Union générale et dans diverses compagnies de chemin de fer brésilienne, portugaise et espagnole. La Bouillerie est l'un des fondateurs et des premiers administrateurs des Chantiers et Ateliers de l'Océan.
Il fut, sous le second Empire sous-préfet à Argentan, puis à Sarlat et à Verdun, et enfin secrétaire général à Nancy. Il s'occupa aussi d'affaires financières.
Riche propriétaire en Maine-et-Loire, où il possède le château de la Roche-Hue, il fut élu par ce département, le 8 février 1871, représentant à l'Assemblée nationale ; il prit place dans les rangs des légitimistes catholiques, s'inscrivit à la réunion des Réservoirs, signa la proposition de rétablissement de la monarchie, ainsi que l'adresse des députés conservateurs au pape en faveur du Syllabus, et vota : 1er mars 1871, pour la paix; 16 mai, pour les prières publiques ; 10 juin, pour l'abrogation des lois d'exil; 22 juillet, pour les pétitions des évêques « appelant l'attention du gouvernement sur la situation intolérable faite par le gouvernement italien au souverain pontife et sur la nécessité d'y porter remède »; 30 août, pour le pouvoir constituant de l'Assemblée; 3 février 1872, contre le retour de l'Assemblée à Paris; 24 mai 1873, pour la démission de Thiers.
Le lendemain de cette journée, M. de La Bouillerie fut appelé à faire partie du premier cabinet « de combat » formé par le maréchal de Mac-Mahon ; il y prit le portefeuille de l'Agriculture et du Commerce, mais il ne le conserva que jusqu'au mois de novembre 1873, le vote de la prorogation des pouvoirs du maréchal et de l'organisation du septennat ayant eu pour conséquence la retraite de la Bouillerie et celle de Ernoul, ministre de la Justice. Il reprit alors sa place à la droite monarchique, protesta, en octobre 1874, dans la commission de permanence, contre la reconnaissance du gouvernement espagnol et contre le rappel de l'Orénoque.
À ce sujet, il dit : « Nous voyons avec douleur, comme catholiques et comme Français, que le dernier témoignage matériel du respect et de l'attachement de la France au Saint-Siège a disparu. Nous voyons que la politique suivie dans les deux questions est contraire à la dignité de la France et dangereuse pour ses intérêts. » M. de la Bouillerie vota encore : 16 mai 1874, contre le ministère de Broglie; 30 janvier 1875, contre l'amendement Wallon, et 25 février, contre l'ensemble des lois constitutionnelles. Il n'a pas fait partie d'autres législatures.

## Décorations
Il était grand-croix de l'ordre de la Couronne de fer et commandeur de l'ordre de Saint-Grégoire-le-Grand.
Il reçut, par bref pontifical du 2 avril 1887, le titre de comte romain héréditaire.

## Sources
1. ↑  Dominique de La Barre de Raillicourt, Les titres authentiques de la noblesse en France, Perrin 2004, p. 392.

- « Marie Roullet de La Bouillerie », dans Adolphe Robert et Gaston Cougny, Dictionnaire des parlementaires français, Edgar Bourloton, 1889-1891 [détail de l’édition]